# Kropfweihers

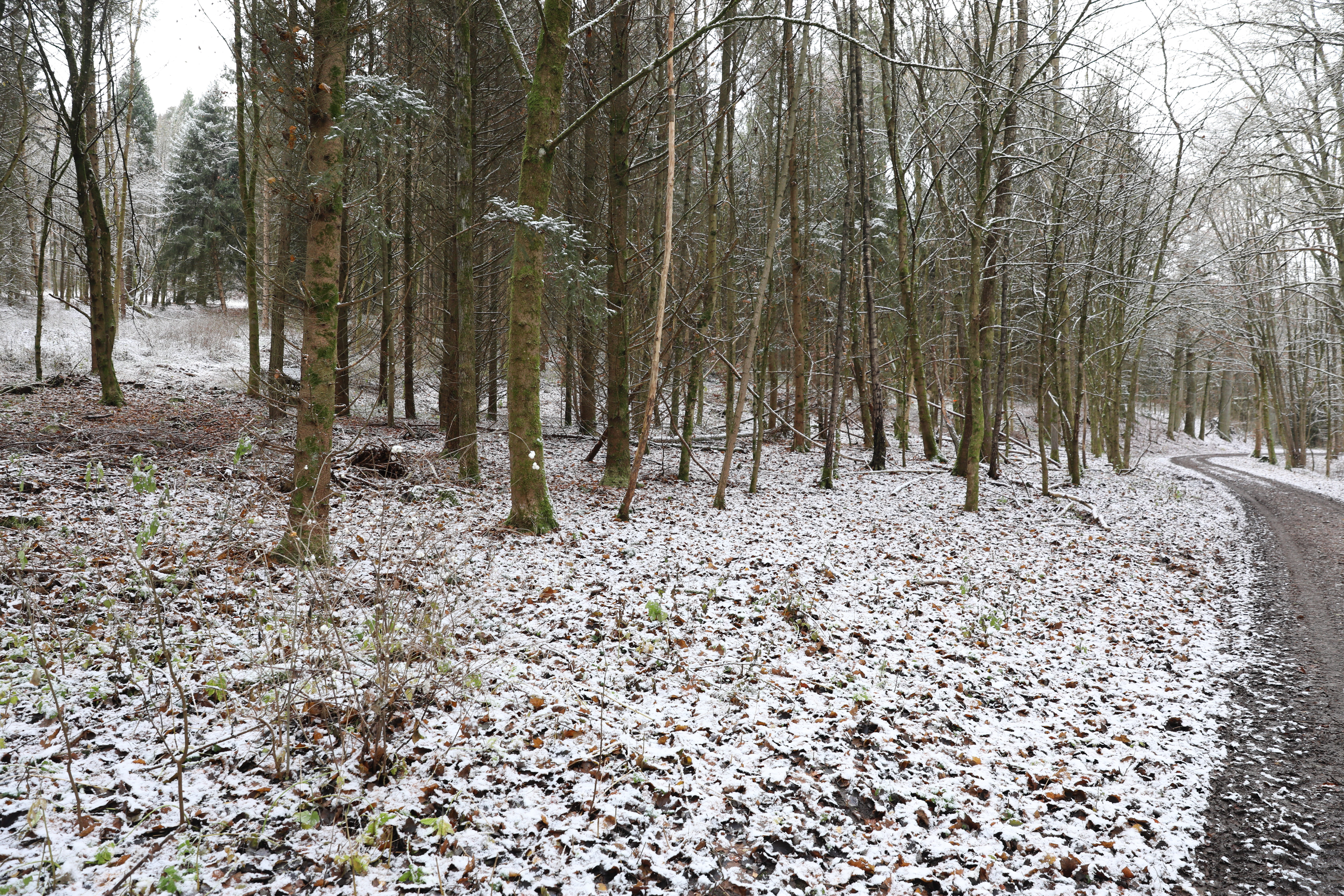
Kropfweihers im Callenberger Schlosspark

Kropfweihers ist eine abgegangene Siedlung der oberfränkischen Stadt Coburg. Obwohl seit Jahrzehnten eine Ortswüstung wird Kropfweihers unverändert in der Liste der amtlichen Gemeindeteile als Coburger Gemeindeteil mit Einöde als Siedlungstyp geführt. Die Wüstung befindet sich im Callenberger Schlosspark am Weg zwischen dem Schloss Falkenegg und der alten Fasanerie.
Keramikfunde des hohen und späten Mittelalters im Bereich der wüst gefallenen Hofstelle deuten auf eine ursprünglich mittelalterliche Siedlung hin. Im Jahr 1361 erfolgte eine erste Erwähnung des Ortes als „Kropheswyher“. Er gehörte als Niederlassung eines Callenberger Ministerialen zu den Streusiedlungen um das Schloss Callenberg. Der Name eines Teiches übertrug sich auf die Siedlung. Ende des 18. Jahrhunderts besaß der Coburger Stadtrat Güter in Kropfweihers.
Als Herzog Ernst I. ab 1827 einen Wildpark in Callenberg anlegen ließ, erwarb er von der Stadt Coburg unter anderem den Hof Kropfweihers mit seinen fünf Teichen. Im Jahr 1925 war Kropfweihers ein Gemeindeteil von Beiersdorf bei Coburg. Der Weiler hatte damals fünfzehn Einwohner und drei Wohngebäude. Der Ort gehörte zum Sprengel der evangelisch-lutherische Pfarrei in Neuses bei Coburg. Die Kinder besuchten die evangelisch-lutherische Schule in Beiersdorf, ein Kilometer entfernt. Im Jahr 1970 war die Einöde unbewohnt; 1974 ließ das Herzogshaus das Gehöft abgetragen und das Areal wurde in die Aufforstung der Parkanlagen einbezogen.